# 폴라츠크

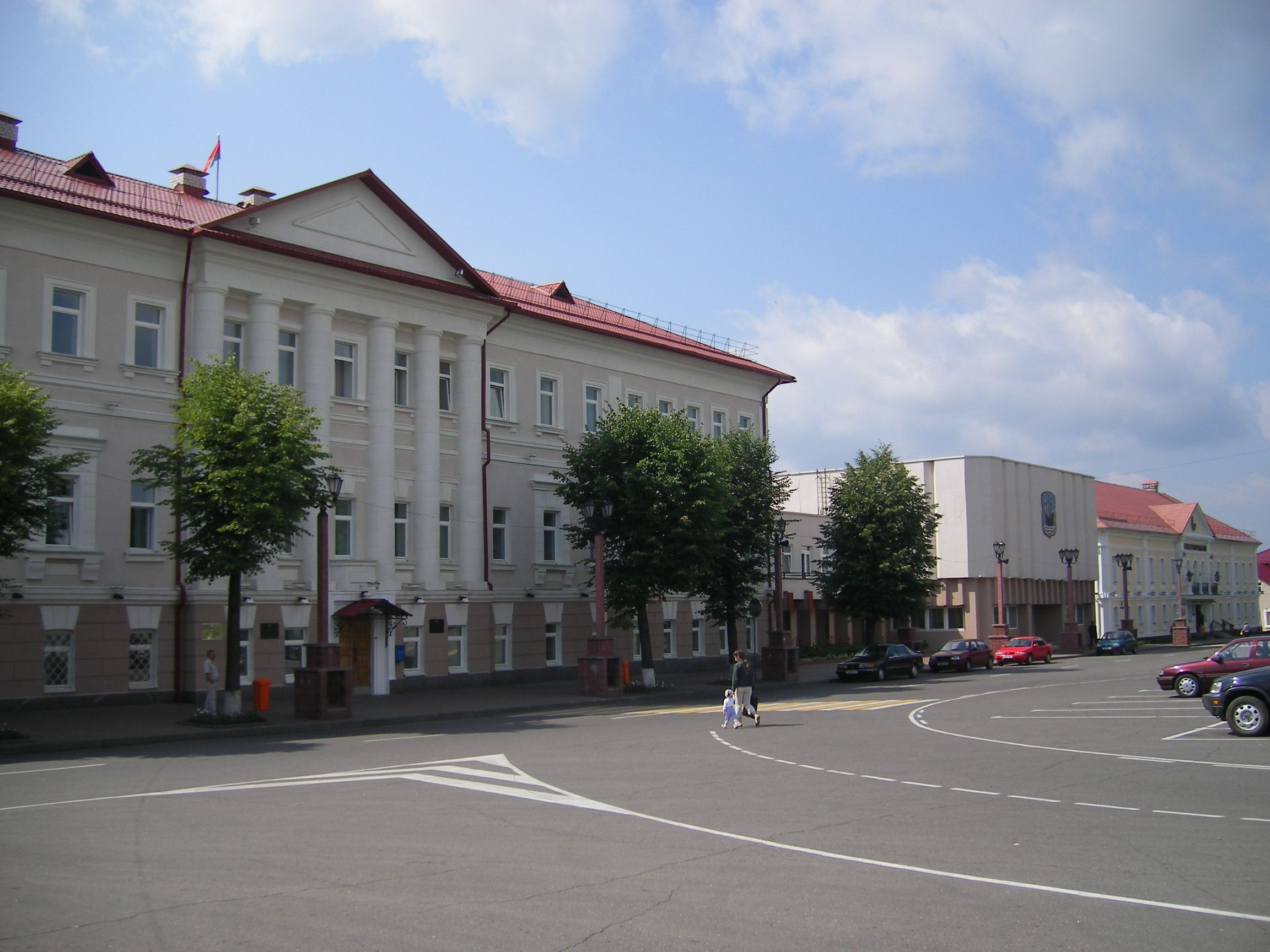
폴라츠크

폴라츠크(벨라루스어: По́лацк) 또는 폴로츠크(러시아어: По́лоцк)는 벨라루스 비쳅스크 주에 위치한 도시로 면적은 40.77km2, 높이는 111m, 인구는 82,547명(2009년 기준), 인구 밀도는 2,000명/km2이다.
862년에 건설된 이래 오랜 역사를 갖고 있는 도시이다. 10세기부터 12세기까지는 키예프 루스의 위성국 중 하나인 폴라츠크 공국의 수도였던 곳이며 1307년에는 리투아니아에 편입되었다. 1498년에는 마그데부르크법에 따른 도시 지위를 부여받았다. 1772년에 일어난 제1차 폴란드 분할에 따라 러시아 제국에 편입되었다.

## 같이 보기
- 크리비치족
- 나바폴라츠크